# Accademia delle scienze di Siena

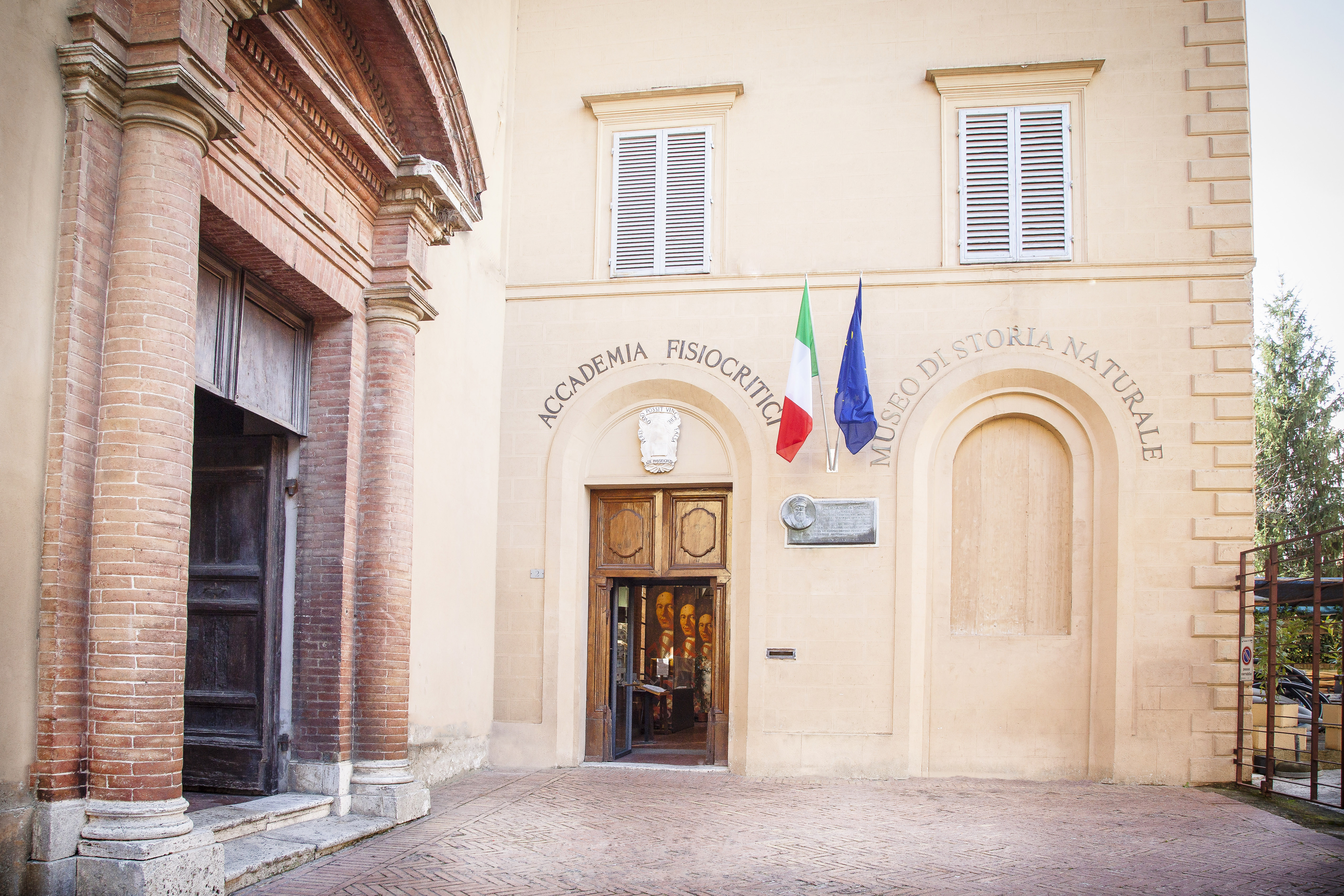
Accademia dei Fisiocritici

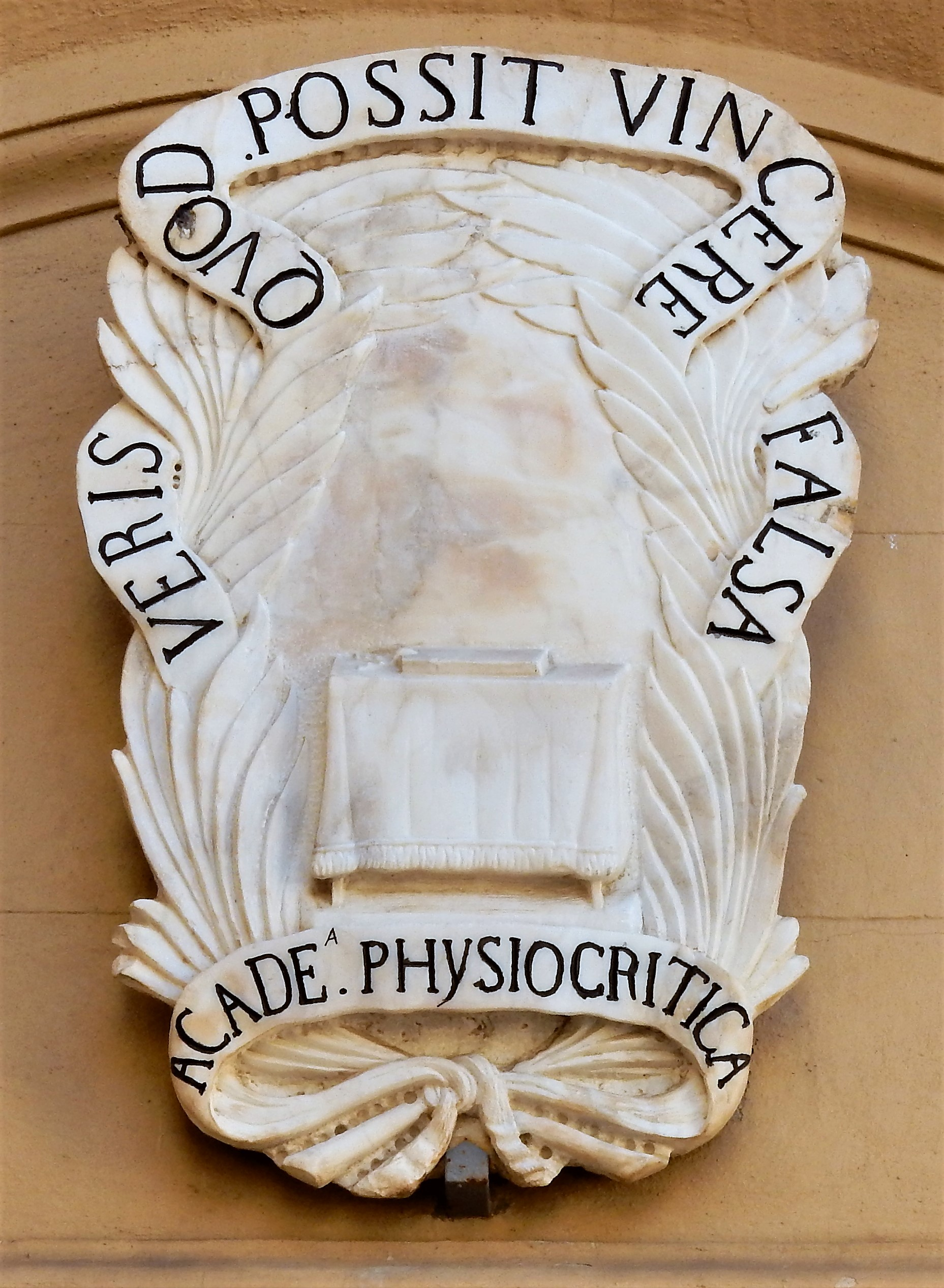
Stemma dell'Accademia dei Fisiocritici di Siena. Nel cartiglio un verso del De Rerum Natura di Lucrezio: "veris quod possit vincere falsa" (libro IV, v. 481)

L'Accademia delle Scienze di Siena, detta anche Accademia dei Fisiocritici, fu fondata nel XVII secolo con lo scopo di promuovere l'analisi del mondo fisico alla luce del metodo sperimentale. Tuttora svolge un'intensa attività di carattere scientifico, grazie a studiosi provenienti da ogni parte del mondo.
Lo stemma dell'Accademia mostra al centro la pietra di paragone con cui si distinguevano l'oro e l'argento veri da quelli falsi, metafora del metodo scientifico adottato dagli accademici. Nel cartiglio è riportato un verso del De Rerum Natura di Lucrezio: veris quod possit vincere falsa (libro IV, v. 481), “…(a ciò che) col vero possa confutare il falso”.

## Storia

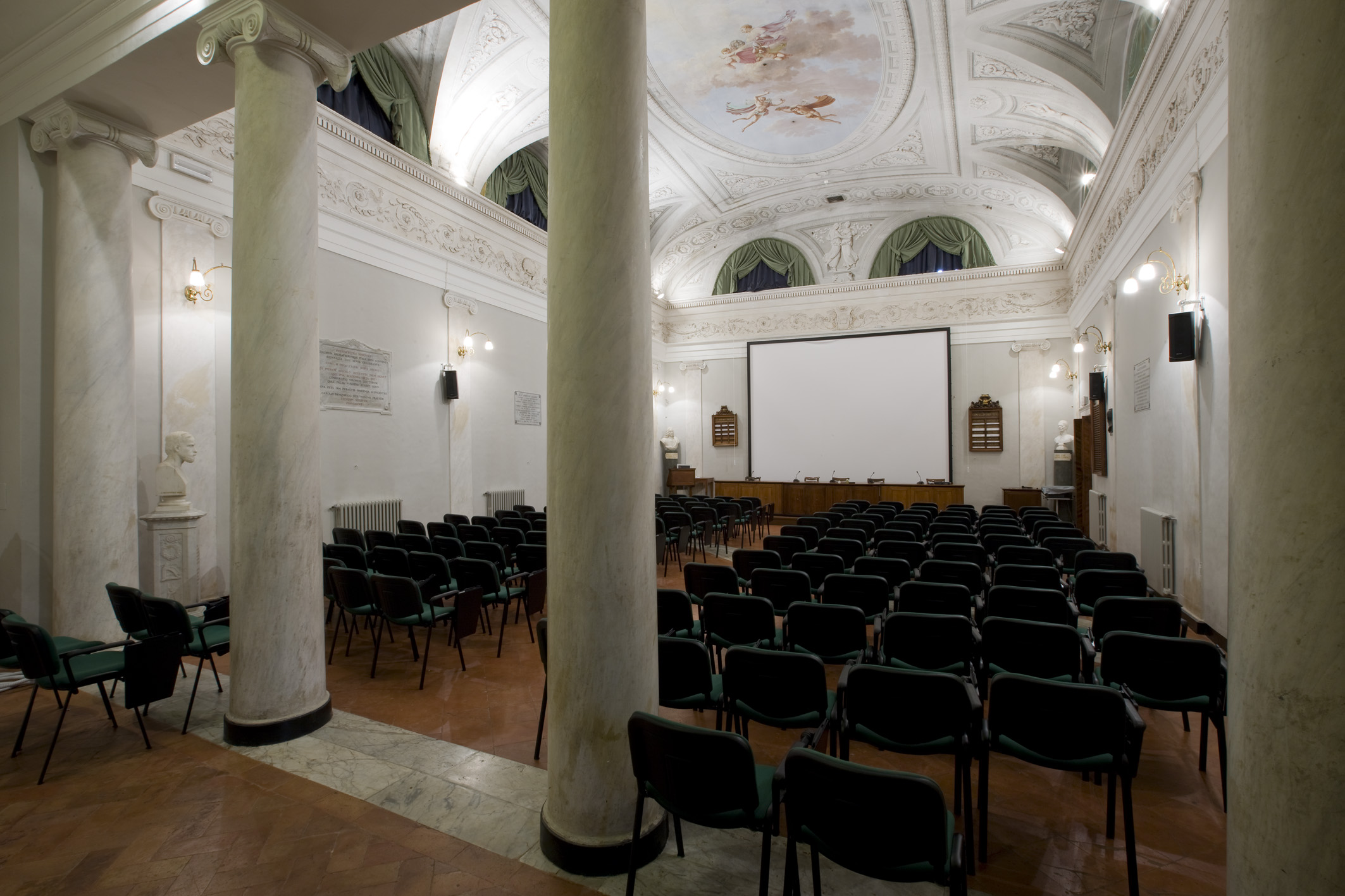
Aula Magna

L'Accademia venne fondata nel 17 marzo 1691 per mano del docente di medicina e botanica Pirro Maria Gabrielli, dapprima col nome di Accademia fisico-medica. La sede originaria fu l'Ospedale Santa Maria della Scala. La denominazione di "fisiocritici", insieme con lo stemma ed il motto dell'Accademia (Veris quod possit vincere falsa) fu assunta il 21 febbraio 1692.
Nel 1694 l'istituzione fu spostata presso la "Sapienza" dove, alcuni decenni più tardi, Gabrielli realizzò il cosiddetto eliometro fisiocritico (noto anche come meridiana senese). Siena poté così fregiarsi, quarta città in Europa dopo Roma, Parigi e Bologna, di uno strumento del genere. Dopo il terremoto del 1798 si rese necessaria per l'Accademia una nuova sede, che venne individuata definitivamente nel 1816 nel convento di Santa Mustiola, sconsacrato nel 1810, in piazzetta Silvio Gigli, al principio di via Mattioli. Oggi questi locali contengono preziosi reperti geologici, mineralogici, paleontologici e zoologici.
Tra i più importanti accademici figurano Antonio Vallisneri, Giovanni Battista Morgagni, Lazzaro Spallanzani, Linneo, Alessandro Volta, Paolo Mascagni, Joseph-Louis Lagrange, Giovanni Targioni Tozzetti, Francesco Algarotti, Beccaria, Pietro Metastasio, Georges Cuvier, François Magendie, Samuel Thomas von Sömmerring, Luciano Bonaparte, Nicola Demidoff, Pietro Cuscani Politi, Francesco Valli.
Le due compagnie di volontari universitari senesi impegnate nella battaglia di Curtatone e Montanara furono guidate da Alessandro Corticelli, a quel tempo presidente dell'Accademia, a dimostrazione che i fisiocritici furono tra i primi a sostenere le idee di libertà e unità nazionale.

## Attività editoriale

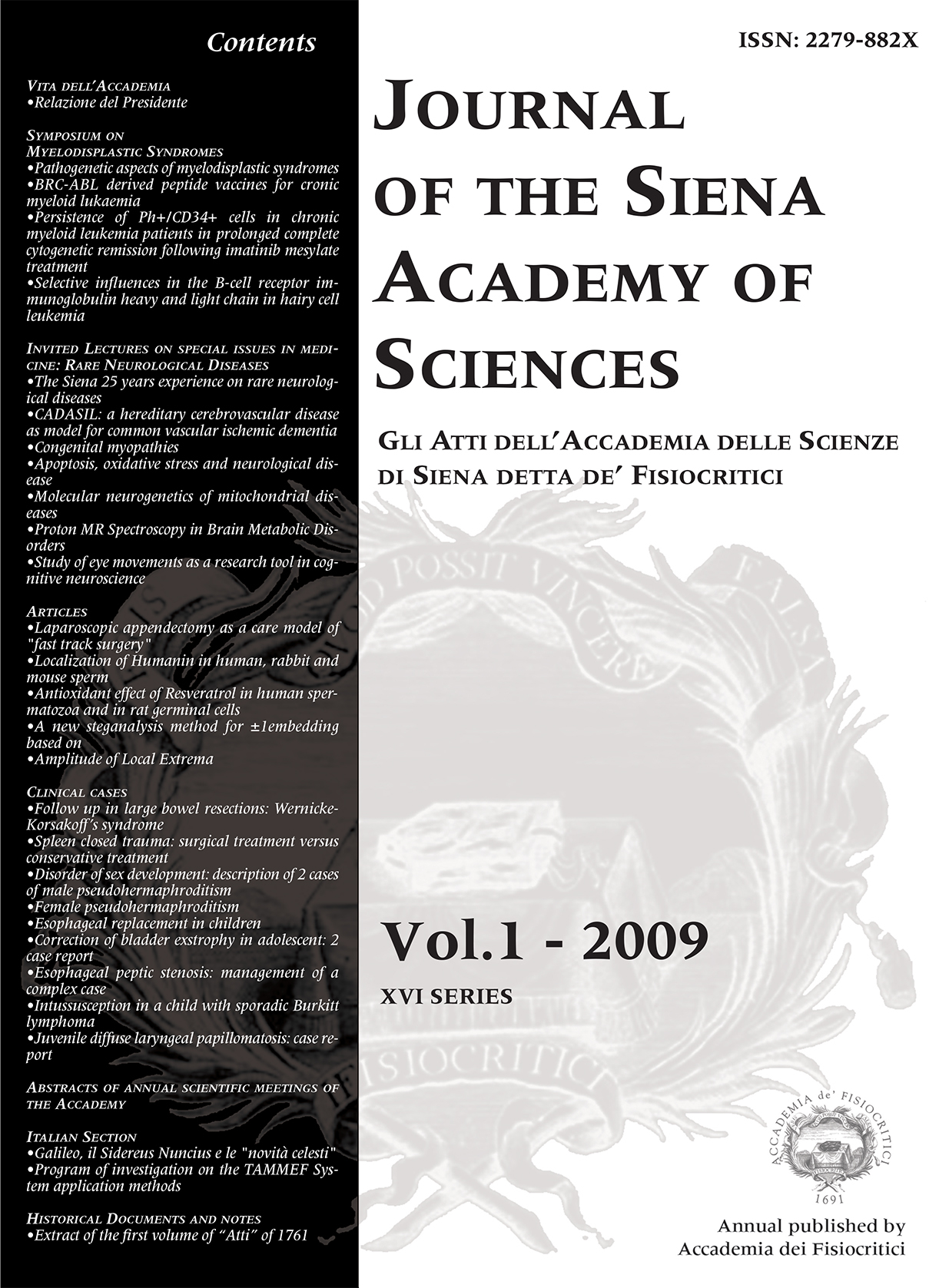
Copertina del primo numero in inglese della rivista scientifica Journal of the Siena Academy of Sciences

L'Accademia dei Fisiocritici pubblica i seguenti periodici di carattere scientifico:
- Atti della Accademia dei Fisiocritici in Siena, stampati dal 1761, rappresentano uno dei più antichi periodici scientifici editi nel mondo; Il primo tomo è un caposaldo della letteratura scientifica in quanto era dedicato ad un argomento medico assai importante per l'epoca, si intitolava infatti "Storia generale degl'innesti del vajuolo fatti in Siena. Dall'anno 1758, fino a tutto il 1760", ove veniva illustrato in modo assai dettagliato e scientifico il metodo per l'inoculazione del vaiolo: al tempo proprio il Prof. Francesco Caluri di Siena era uno dei primi medici a praticare la vaccinazione antivaiolosa.[4]
- Dal 2009 la nuova serie degli Atti, la XVI, prende la denominazione The Journal of the Siena Academy of Sciences: in lingua inglese, si arricchisce della versione online, adeguando al contempo il processo editoriale ai nuovi standard internazionali per le riviste scientifiche;
- Etrurianatura, dal 2004 è il periodico scientifico-divulgativo per una conoscenza diffusa e aggiornata del patrimonio naturale della Toscana meridionale.

Oltre ai periodici, l'Accademia dei Fisiocritici edita:
- la collana Memorie, monografie e risultati di ricerche dei quali l'Accademia riconosce il particolare valore scientifico (dal 1982);
- pubblicazioni fuori collana, dal 2006.